# Cristóbal Llatas Altamirano
Cristóbal Luis Llatas Altamirano (Pimpingos, Cutervo, Cajamarca, 23 de junio de 1962) es un político peruano. Ha sido electo Congresista de la República del Perú para el período 2011-2016 por la región de Cajamarca.
En 1986 se graduó como abogado en la Universidad Nacional Pedro Ruiz Gallo de Lambayeque. Ha ejercido su profesión en forma liberal, laborando asimismo como asesor legal externo de las municipalidades distitales de Santo Domingo de la Capilla y La Coipa. Fue entre 1991 y 2008 docente en la unidad de gestión educativa local de Jaén.
En las elecciones regionales de 2006 fue candidato a vicepresidente regional de Cajamarca por el Partido Nacionalista Peruano, acompañando la candidatura a presidente regional de Javier Bobadilla, la que no resultó victoriosa. En las elecciones parlamentarias realizadas en Perú el 10 de abril de 2011 postuló como candidato al Congreso por la circunscripción de Cajamarca por el partido Gana Perú. Obtuvo 17.731 votos preferenciales, resultando electo congresista para el período 2011-2016.